# Cửu Long Đường

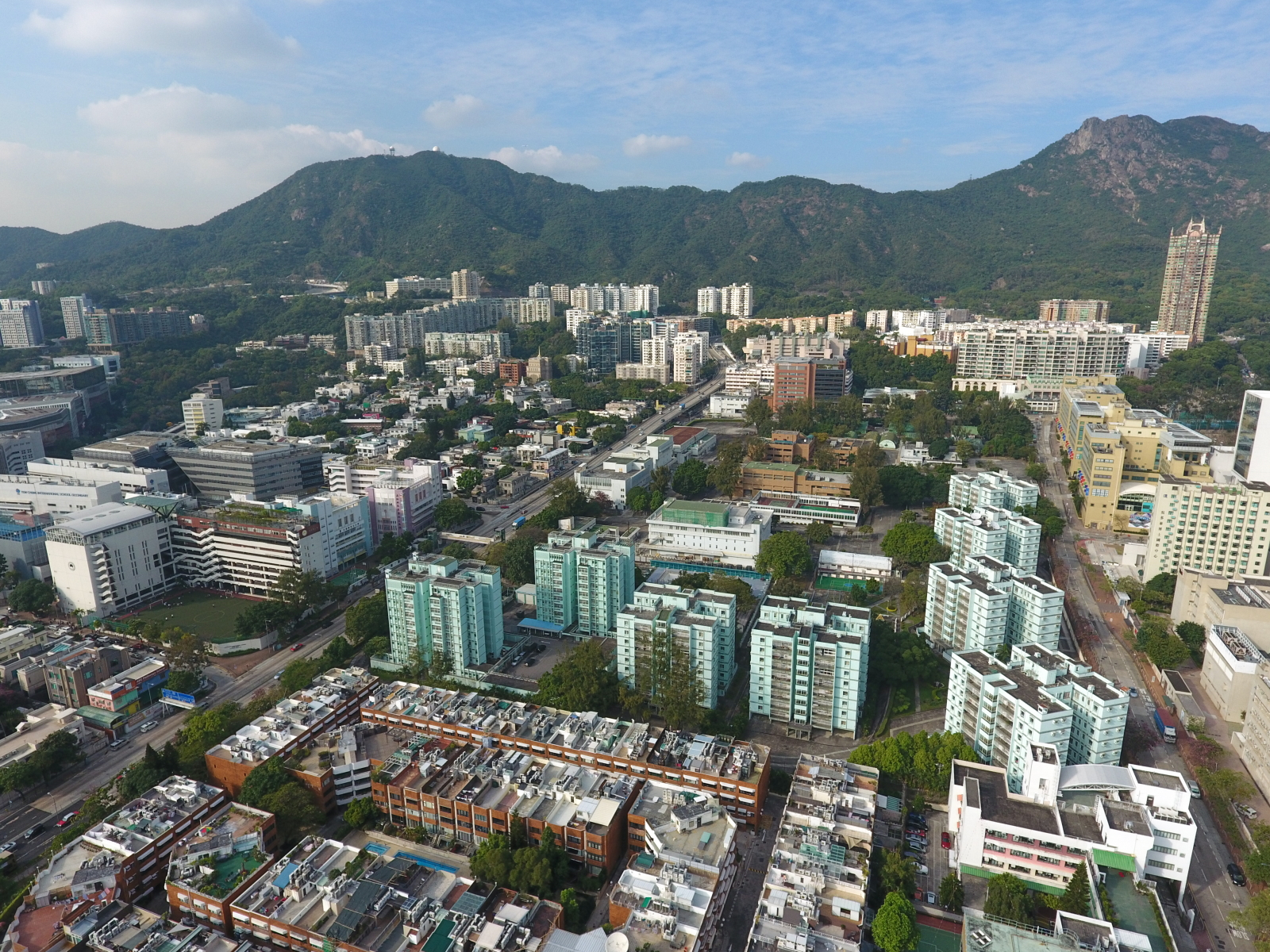
Phía Bắc của Cửu Long Đường, nhìn từ Sư Tử Sơn.

Cửu Long Đường (tiếng Trung: 九龍塘, tiếng Anh: Kowloon Tong) là một khu vực của Hồng Kông nằm ở Cửu Long. Phần lớn diện tích khu vực đều thuộc Cửu Long Thành. Cửu Long Đường có vị trí nằm ở phía Nam Bút Giá Sơn và phía bắc của Giới Hạn Nhai. Đây là một trong những khu dân cư đắt đỏ nhất ở Hồng Kông.
Khu vực thường phổ biến đối với những cư dân giàu có của Hồng Kông vì có trường học và nhà ở tư nhân mật độ thấp. Hầu hết các tòa nhà ở đây không vượt quá 10 tầng. Ngoài ra, khu vực này còn được chú ý bởi khách sạn tình yêu và viện dưỡng lão. Trong khu vực Tây Cửu Long, Cửu Long Đường được phân chia về mặt hành chính giữa Cửu Long Thành và Thâm Thủy Bộ.